# 伊号第百八十一潜水艦
| 画像をアップロード | |
| 艦歴               | |
| 計画               | 昭和14年度計画（第四次海軍軍備充実計画）                                                                               |
| 起工               | 1941年11月11日 |
| 進水               | 1942年5月2日 |
| 就役               | 1943年5月24日 |
| その後             | 1944年1月16日戦没 |
| 除籍               | 1944年4月30日 |
| 性能諸元           | |
| 排水量             | 基準：1,630トン 常備：1,833トン 水中：2,602トン                                                                        |
| 全長               | 105.50m |
| 全幅               | 8.25m |
| 吃水               | 4.60m |
| 機関               | 艦本式1号乙8型ディーゼル2基2軸 水上：8,000馬力 水中：1,800馬力                                                         |
| 速力               | 水上：23.1kt 水中：8.0kt                                                                                               |
| 航続距離           | 水上：16ktで8,000海里 水中：5ktで50海里                                                                                |
| 燃料               | 重油：354.7t |
| 乗員               | 86名 |
| 兵装               | 45口径十一年式12cm単装砲1門 25mm機銃連装1基2挺 53cm魚雷発射管 艦首6門 九五式魚雷12本 九三式水中聴音機 （九三式探信儀） |
| 備考               | 安全潜航深度：80m |

伊号第百八十一潜水艦（いごうだいひゃくはちじゅういちせんすいかん）は、日本海軍の潜水艦。伊百七十六型潜水艦（海大VII型）の6番艦。

## 艦歴
- 1941年（昭和16年）11月11日 - 呉海軍工廠で起工。
- 1942年（昭和17年）5月2日 - 進水
- 1943年（昭和18年）5月24日 - 竣工。佐世保鎮守府籍となり第1艦隊第11潜水戦隊に編入[2][3]。
  - 8月22日 - 第3潜水戦隊第22潜水隊に編入[2]。
  - 8月25日 - 呉を出港[2]。
  - 9月1日 - トラック着[2]。
  - 9月7日 - トラックを出航し、エスピリッサント方面で活動[2]。
  - 10月20日 - トラック着[2]。
  - 11月11日 - トラック出航[2]。
  - 11月26日 - 駆逐艦「夕霧」の乗員11名を救助[4]。
  - 11月29日 - ラバウルに到着[2]。
  - 12月7日 - ラバウルを出航し、シオ、ブカ輸送に従事[2]。
- 1944年（昭和19年）1月13日 - ラバウルを出航し、ガリ輸送に従事[4]。
  - 1月16日 - グィディアグ海峡にて駆逐艦、魚雷艇と交戦して戦没[4]。
  - 3月1日 - ニューギニア南東海域で亡失と認定[5]。

## 歴代艦長
※『艦長たちの軍艦史』440頁による。

### 艤装員長
- 大橋勝夫 中佐：1943年2月20日 -

### 艦長
- 大橋勝夫 中佐：1943年5月24日 -
- 田岡清 少佐：1944年1月8日 - 1月16日戦死